# Biomecànica

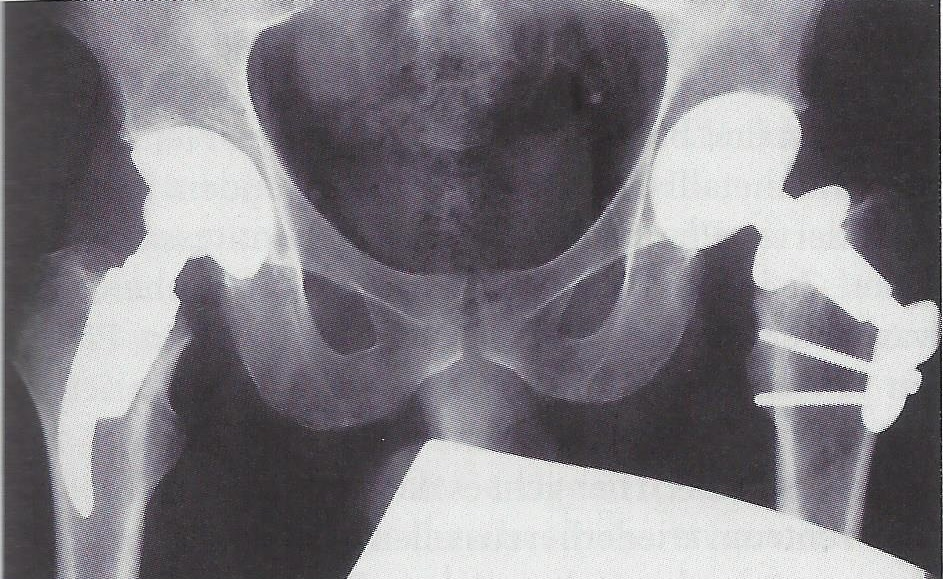
Pròtesi de maluc

La biomecànica és una disciplina científica que té per objecte l'estudi de les estructures de caràcter mecànic que existeixen als éssers vius, fonamentalment del cos humà. Aquesta àrea de coneixement es recolza en diverses ciències biomèdiques, utilitzant els coneixements de la mecànica, l'enginyeria, l'anatomia, la fisiologia i altres disciplines, per estudiar el comportament del cos humà i resoldre els problemes derivats de les diverses condicions a les que pot veure's sotmès.
La biomecànica està íntimament lligada a la biònica i utilitza alguns dels seus principis ha tingut un gran desenvolupament en relació amb les aplicacions de l'enginyeria a la medicina, la bioquímica i el medi ambient, tant a través de models matemàtics pel coneixement dels sistemes biològics com respecte a la realització de parts o òrgans del cos humà i també en la utilització de nous mètodes diagnòstics.
Una gran varietat d'aplicacions incorporades a la pràctica mèdica; des de la clàssica cama de fusta, a les sofisticades ortopèdies amb comandament mioelèctric i de les vàlvules cardíaques als moderns marcapassos existeix tota una tradició i implantació de pròtesis.